# Naumburg (Hesse)
Pour les articles homonymes, voir Naumburg.
Naumburg est une ville allemande située dans le land de la Hesse et l'arrondissement de Cassel.